# Río Cea
El río Cea es un río del noroeste de España que nace en Prioro en el valle de la Fuente del pescado, afluente del río Esla, que discurre por las provincias de León, Valladolid y Zamora. Tiene una longitud de 168,10 km y drena una cuenca de 2005 km².

## Curso
El lugar de nacimiento de este río se sitúa en la zona del valle de la Fuente del Pescado, en la localidad leonesa de Prioro
Aparece descrito en el sexto volumen del Diccionario geográfico-estadístico-histórico de España y sus posesiones de Ultramar de Pascual Madoz con las siguientes palabras:

CEA: r. en la prov. de Leon, part. jud. de Riaño: le forman 3 manantiales que descienden de los térm. de Ribera de las Aulas, Tegerina y Caminayo; reunidos entre las Muñecas y Morgobejo, corren de N. á S., bañando las paredes de este último, Almanza, Cea, Sahagun y Melgar de Abajo, con otros muchos pueblos, cuyos campos fertiliza, tuerce al SO. pasando por las inmediaciones de Mayorga, Urones de Castroponce, Pobladura del Monte, Valderas y otros; y por San Miguel del Valle se introduce en la prov. de Zamora; sigue su curso por los pueblos de Valdescorriel, Fuentes de Ropel y cas. de Villa-obispo, yendo á desaguar al Esla, junto á Castrogonzalo en el sitio que llaman Carrancha (V. Benavente, part. jud.). Durante su curso que será de 21 leg., recibe tanto por der. como por izq. varios arroyos, y fertiliza porcion considerable de terreno; le cruzan algunos puentes de madera y piedra, y cria truchas, bárbos, anguilas y otros peces. La poca profundidad de su cáuce, hace tenga desbordaciones que no dejan de causar bastante daño, y á las veces estragos.
(Madoz, 1847, p. 275)

## Canal Cea-Carrión
El canal Cea-Carrión es un canal que permite el trasvase de agua dulce proveniente del embalse de Riaño en la cuenca del río Esla. Toma el agua del río Cea en la localidad de Galleguillos de Campos.

## Municipios y localidades que atraviesa
- municipio de Prioro: Prioro y Tejerina;
- municipio de Valderrueda: Morgovejo, La Sota de Valderrueda, Valderrueda, Villacorta, Soto de Valderrueda, Puente Almuhey, Carrizal y Villamorisca;
- municipio de Cebanico: Quintanilla, La Riba y Mondreganes;
- municipio de Almanza: La Vega de Almanza, Almanza y Villaverde de Arcayos;
- municipio de Villaselán: Arcayos, Villaselán, Castroañe, Santa María del Río y Villacerán;
- municipio de Villamartín de Don Sancho: Villamartín de Don Sancho;
- municipio de Cea: Saelices del Río, Bustillo de Cea y Cea;
- municipio de Villamol: Villamol y Villapeceñil;
- municipio de Calzada del Coto: Codornillos;
- municipio de Sahagún: Sahagún, San Pedro de las Dueñas y Galleguillos de Campos;
- municipio de Melgar de Arriba: Melgar de Arriba;
- municipio de Melgar de Abajo: Melgar de Abajo;
- municipio de Monasterio de Vega: Monasterio de Vega;
- municipio de Saelices de Mayorga: Saelices de Mayorga
- municipio de Mayorga: Mayorga;
- municipio de Castrobol: Castrobol;
- municipio de Gordoncillo;
- municipio de Valderas: Valderas;
- municipio de Roales de Campos;
- municipio de San Miguel del Valle;

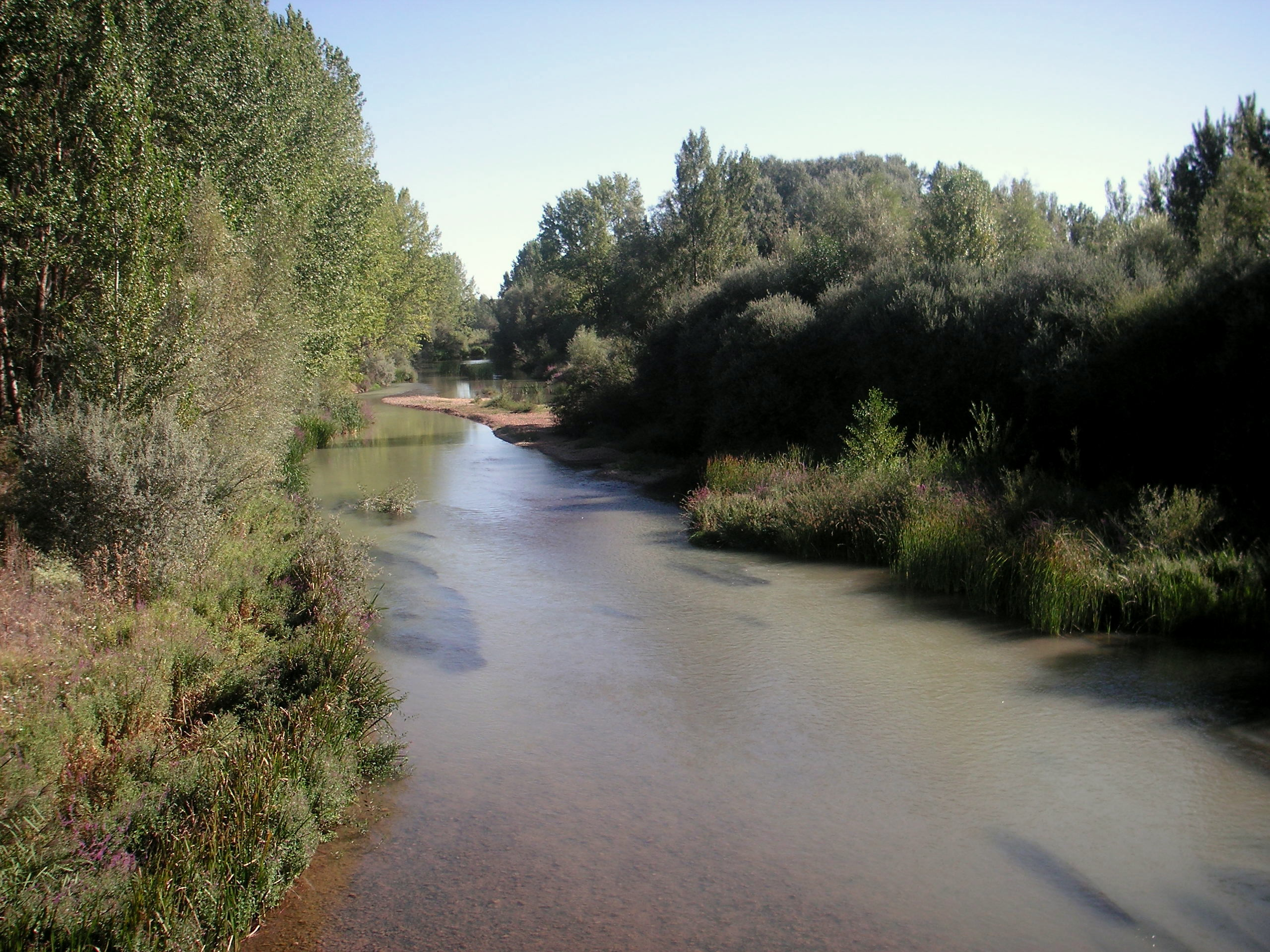
Río Cea a su paso por Melgar de Abajo

- municipio de Valdescorriel;
- municipio de Fuentes de Ropel;
- municipio de Castrogonzalo;
- desembocadura en el río Esla.